# Incêndio da discoteca Colectiv
O incêndio da discoteca Colectiv foi uma catástrofe ocorrida na discoteca Colectiv em Bucareste, capital da Roménia, em 30 de outubro de 2015, pelas 22h32m. Tal evento causou a morte de 64 pessoas e ferimentos em cerca de 200. Os protestos populares nos dias seguintes à tragédia levaram à demissão do primeiro-ministro romeno  Victor Ponta no dia 4 de novembro de 2015.
O clube Colectiv situava-se na rua Tăbăcarilor, em Bucareste.

## Causa
Os testemunhos referem que durante a exibição do grupo Goodbye to Gravity, um espetáculo pirotécnico no interior do espaço, começou o incêndio.

## Reações

### Protestos

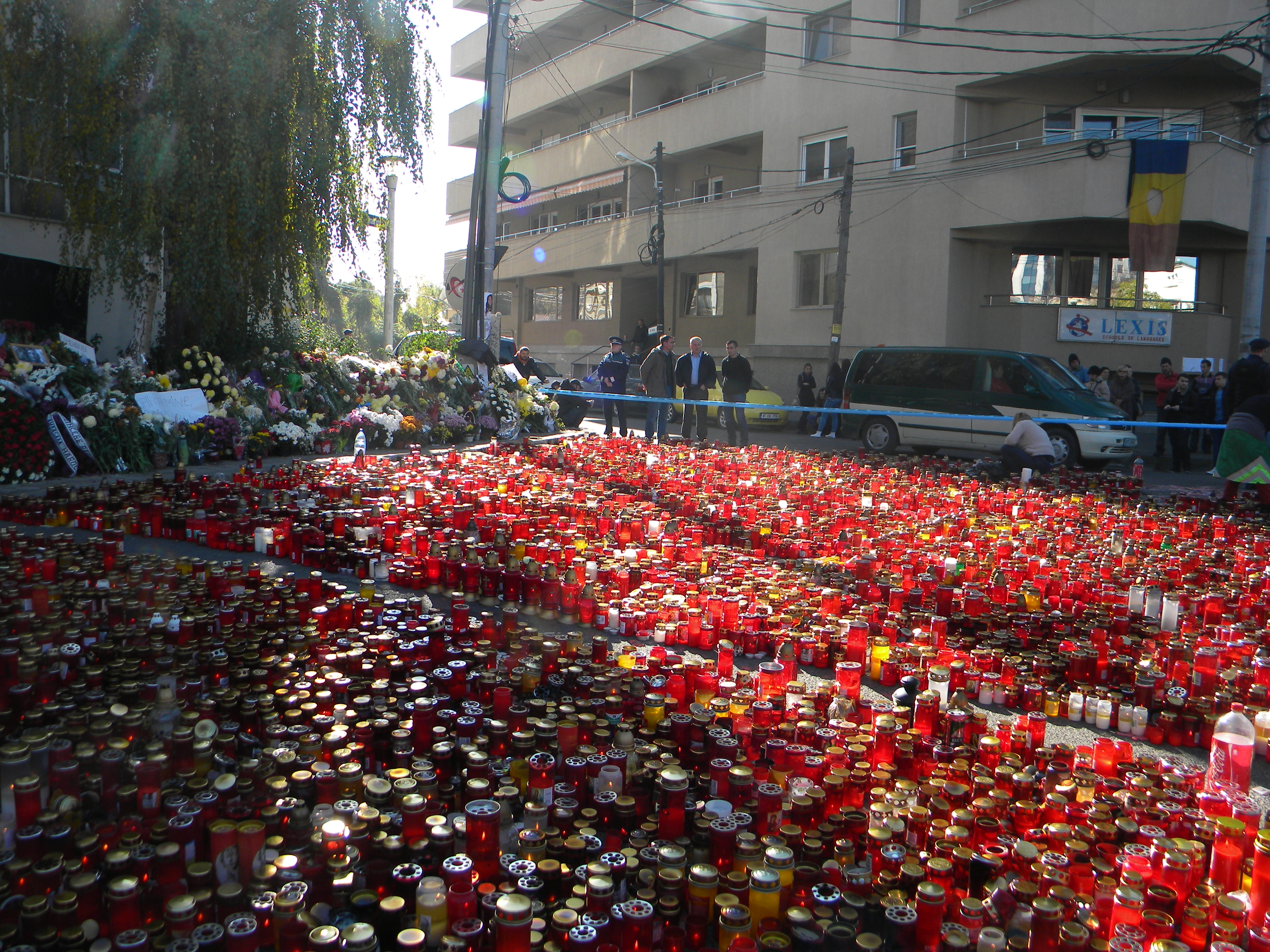
Flores e velas em homenagem ás vítimas.

Em 3 de novembro, uma manifestação de cerca de 20 mil pessoas ocorreu nas ruas da capital romena, pedindo a demissão do ministro do Interior Gabriel Oprea e do primeiro-ministro.

### Reações na política
O presidente romeno Klaus Iohannis afirmou que se tratou do mais grave incidente ocorrido no país. Em 4 de novembro de 2015, o primeiro-ministro Victor Ponta anunciou a sua demissão na sequência do acontecimento, e das manifestações que ocorreram nos dias seguintes à tragédia. O ex-primeiro-ministro afirmou assumir a responsabilidade política e esperar que a sua demissão possa trazer tranquilidade.